# Phan Văn Tài Em
Phan Văn Tài Em (sinh ngày 23 tháng 4 năm 1982) là một cựu cầu thủ và huấn luyện viên bóng đá người Việt Nam. Anh là đội trưởng của Đội tuyển Việt Nam vô địch AFF Cup 2008. Anh giành Quả bóng vàng Việt Nam vào năm 2005.

## Các câu lạc bộ đã thi đấu
- Đội bóng đá năng khiếu huyện Châu Thành, Long An (1994-1998)
- Đội bóng đá năng khiếu tỉnh Long An, (1998-2001)
- Gạch Đồng Tâm Long An (2001-2011)
- Navibank Sài Gòn (2011- 2012)
- Sài Gòn Xuân Thành (2012- 2013)
- Đồng Tâm Long An (2013-2016)

## Bàn thắng quốc tế
| #  | Ngày                 | Địa điểm                                                 | Đối thủ   | Bàn thắng | Kết quả | Giải đấu                 |
| -- | -------------------- | -------------------------------------------------------- | --------- | --------- | ------- | ------------------------ |
| 1. | 21 tháng 12 năm 2002 | Sân vận động Gelora Bung Karno, Jakarta, Indonesia       | Indonesia | 1–1       | 2–2     | Tiger Cup 2002           |
| 2. | 18 tháng 2 năm 2004  | Sân vận động Quốc gia Mỹ Đình, Hà Nội, Việt Nam          | Maldives  | 1–0       | 4–0     | Vòng loại World Cup 2006 |
| 3. | 18 tháng 2 năm 2004  | Sân vận động Quốc gia Mỹ Đình, Hà Nội, Việt Nam          | Maldives  | 3–0       | 4–0     | Vòng loại World Cup 2006 |
| 4. | 8 tháng 9 năm 2004   | Sân vận động Thống Nhất, Thành phố Hồ Chí Minh, Việt Nam | Hàn Quốc  | 1–0       | 1–2     | Vòng loại World Cup 2006 |
| 5. | 26 tháng 11 năm 2008 | Singapore                                                | Singapore | 2–2       | 2–2     | Giao hữu                 |
| 6. | 4 tháng 11 năm 2010  | Sân vận động Quốc gia Mỹ Đình, Hà Nội, Việt Nam          | Singapore | 1–1       | 1–1     | VFF Sơn Hà Cup 2010      |

## Thành tích

### Câu lạc bộ
Đồng Tâm Long An
- Giải bóng đá vô địch quốc gia Việt Nam:

 Vô địch (2) : 2005, 2006

- Cúp quốc gia Việt Nam:

 Vô địch (1) : 2005
 Á quân (1) : 2006
- Siêu cúp bóng đá Việt Nam: 2006

Navibank Sài Gòn
- Cúp quốc gia Việt Nam: 2011

Sài Gòn Xuân Thành
- Cúp quốc gia Việt Nam: 2012

### Quốc tế
Đội tuyển quốc gia Việt Nam
- Giải vô địch bóng đá Đông Nam Á:

 Vô địch (1) : AFF Suzuki Cup 2008
 HC Đồng (1) : Tiger Cup 2002
Đội tuyển U-23 Việt Nam
- SEA Games bộ môn bóng đá nam:

 Huy chương bạc (2): 2003, 2005

### Danh hiệu cá nhân
- Quả bóng vàng Việt Nam: 2005
- Cầu thủ trẻ xuất sắc nhất: 2004

## Bên lề
Anh cũng vào vai khách mời trong bộ phim điện ảnh 11 niềm hy vọng. Bộ phim xoay quanh về đề tài bóng đá, khởi chiếu vào ngày 11 tháng 5 năm 2018.